# Historisches Lexikon des Fürstentums Liechtenstein

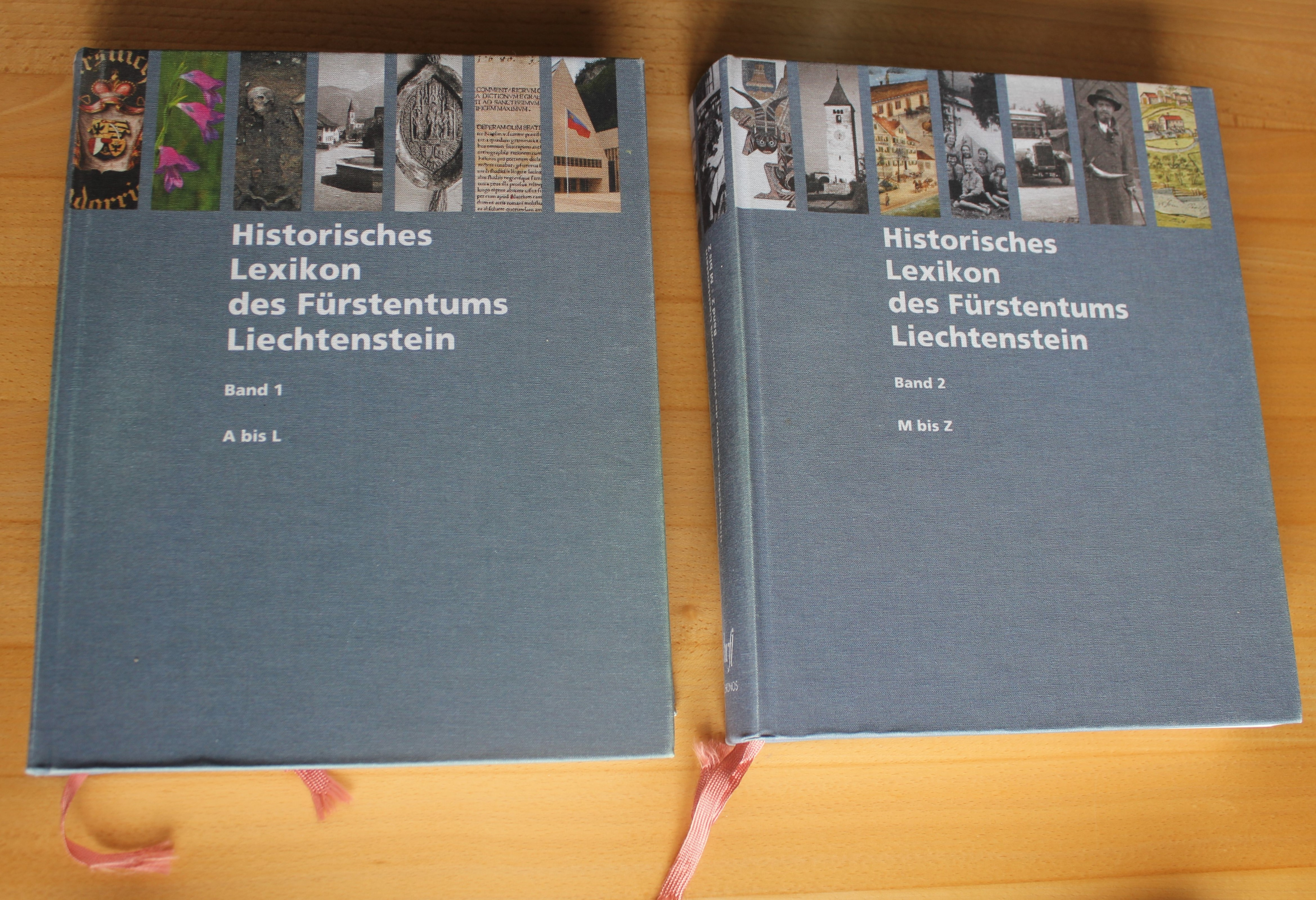
Die beiden HLFL-Bände

Das Historische Lexikon des Fürstentums Liechtenstein (HLFL) ist ein Nachschlagewerk, das den Stand des Wissens über die Geschichte des Fürstentums Liechtenstein darstellt. Nach einer längeren Vorbereitungszeit, die bis 1988 zurückreicht, erschien es im Januar 2013 in Form zweier gedruckter Bände. 2016 begann das Liechtenstein-Institut mit der Digitalisierung des Werks, um es im Internet zugänglich zu machen. In Form des Historischen Lexikons des Fürstentums Liechtenstein online (eHLFL) ist es seit November 2018 online verfügbar und ist in Form eines geschlossenen MediaWikis aufgebaut.

## Werkgeschichte
Inspiriert auch durch das ab 1985 entstehende Historische Lexikon der Schweiz (HLS), liess der Historische Verein für das Fürstentum Liechtenstein von dem Historiker Arthur Brunhart eine Projektstudie zur Schaffung eines Historischen Lexikons des Fürstentums Liechtenstein ausarbeiten. Der Verein beschloss in einer ausserordentlichen Versammlung am 8. Juni 1988, auf der Grundlage der Projektstudie ein historisches Nachschlagewerk für Liechtenstein zu schaffen und zugleich die Trägerschaft zu übernehmen. Erstes Ziel war die Schaffung eines gedruckten Werkes und in einem späteren Schritt einer digitalen Fassung und Weiterentwicklung des Lexikons. Regierungschef Hans Brunhart und sein Stellvertreter Herbert Wille unterstützten das Projekt und erklärten es zu einem Vorhaben von hoher staatspolitischer Bedeutung. In diesem Sinne genehmigte der Landtag des Fürstentums Liechtenstein am 15. November 1988 einstimmig die Projektstudie und die Finanzierung durch den Staat. Unterstützt durch einen zweimal jährlich tagenden wissenschaftlichen Beirat, war der Historiker Arthur Brunhart ab 1990 als alleiniger Redaktor für die Umsetzung des Projektes zuständig. In der Aufbauphase wurden die vor allem am HLS orientierte Konzeption weiter entwickelt, die Gremien bestellt, Arbeitsabläufe festgelegt, die Artikelliste erstellt und Richtlinien für die Redaktion, die Autoren, die wissenschaftlichen Berater wie auch den Beirat geschaffen. Über die Jahre zeigte sich jedoch, dass die Personalressourcen zu knapp bemessen waren, weshalb Brunhart 1999 eine Neukonzeption ausarbeitete und der Trägerschaft unterbreitete. Sie sah vor allem einen deutlichen Ausbau der personellen Ressourcen (Redaktion) vor.
Entsprechend dieser Neukonzeption ging die Projektträgerschaft im Jahr 2000 vom Historischen Verein auf die Landesregierung über, und der Landtag genehmigte zusätzliche Finanzmittel. Brunhart schied als Redaktor aus, übernahm aber die Projektleitung und den Vorsitz der Redaktionskommission. Ab 2001 bestand die Redaktion aus drei, später aus zeitweilig bis zu sieben Historikerinnen und Historikern, wodurch die Artikelproduktion markant beschleunigt werden konnte. 2006 genehmigte der Landtag einen Verpflichtungskredit für die Drucklegung. Der grösste Teil der Forschungsarbeit war 2008 abgeschlossen, woraufhin die Redaktion aufgelöst wurde. Der Projektleiter und ehemalige Redaktionsmitglieder leisteten die letzten inhaltlichen Arbeiten und die Buchproduktion; der Redaktionsschluss war Ende Dezember 2011. Im Januar 2013 erschien das HLFL schliesslich im Chronos Verlag in Zürich und im Verlag des Historischen Vereins für das Fürstentum Liechtenstein. Es umfasst zwei Bände mit insgesamt 1142 Seiten und enthält 2600 Artikel, 510 Fotos und 232 sonstige Abbildungen.
Das Liechtenstein-Institut in Bendern setzte sich 2015 zum Ziel, das HLFL zu digitalisieren und im Internet kostenlos verfügbar zu machen. Im September 2016 schloss das Institut mit der Landesregierung eine Vereinbarung bezüglich der Übertragung der Nutzungsrechte. Insbesondere darf es die Druckversion unter Wahrung der Autorenrechte digitalisieren, aktualisieren und überarbeiten, zusätzliche Illustrationen hinzufügen und neue Artikel aufnehmen. Darüber hinaus ist das Institut Rechtsträger der als eHLFL bezeichneten Online-Version. Das technische Konzept zur Umsetzung dieses Vorhabens basierte auf einer MediaWiki-Lösung. Auf der Grundlage der Buchausgabe erarbeitete die Grafikagentur Vogtonikum in Triesenberg ein grafisches Konzept für die Website. Die digitalisierte Version des Historischen Lexikons ist seit dem 13. November 2018 online abrufbar und wird laufend aktualisiert sowie erweitert; gedruckte Versionen sind keine mehr vorgesehen.

## Inhalt
Im Historischen Lexikon finden sich thematische Artikel, Beiträge zur Geografie, biografische Artikel über Persönlichkeiten des In- und Auslandes, dynastische Artikel sowie Familienartikel über die vor 1900 in Liechtenstein belegten Familien und wichtige ausländische Familien. Wegen der engen Verknüpfung Liechtensteins mit seinen Nachbarstaaten finden sich im Lexikon auch viele Beiträge über wichtige Ereignisse und Persönlichkeiten aus Österreich, Deutschland und der Schweiz.
Die thematisch zusammengehörenden Texte der Online-Version (eHLFL) sind durch Verlinkungen innerhalb des Lexikons erschlossen. Zudem wurden durch Mitarbeitende des Liechtenstein-Instituts Links auf die digital zugänglichen Belege im Quellen- und im Literaturverzeichnis jedes einzelnen Eintrages gesetzt. Bei Texten mit einem Bezug zum liechtensteinischen Recht wird überdies auf den Online-Kommentar zur liechtensteinischen Verfassung verwiesen.
Angereichert sind die Beiträge durch Fotos, Bilder, Grafiken und Tabellen. Im eHLFL sollen die Beiträge zusätzlich mit Tondokumenten und Filmen ergänzt werden. Seit 2024 ist das eHLFL überdies auch auf Instagram präsent.

## Bibliografie
- Arthur Brunhart (Hrsg.): Historisches Lexikon des Fürstentums Liechtenstein. 2 Bände. Chronos Verlag, Zürich 2013, ISBN 978-3-0340-1116-7.